# Accidente de Metrovalencia de 2006
El accidente de Metrovalencia de 2006 se produjo en Valencia, en la red de Metrovalencia dependiente de los Ferrocarriles de la Generalidad Valenciana (FGV), el lunes 3 de julio de 2006. Sobre las 13:03 horas, dos unidades de tren que transportaban a unas 150 personas descarrilaron en una curva cercana a la estación de Jesús causando la muerte a 43 personas, de las que 21 eran habitantes de la ciudad de Torrente, e hiriendo a otras 47.
En noviembre de 2018 la jueza concluyó la instrucción del caso y acordó el procesamiento de la exgerente de FGV y de otros siete directivos de la empresa. En febrero del año siguiente notificó a las partes la apertura de juicio oral. Finalmente el juicio oral no se celebró porque en enero de 2020 se alcanzó un pacto entre las acusaciones y las defensas por el que cuatro de los ocho directivos de FGV acusados reconocieron su responsabilidad en el accidente y aceptaron la condena a 22 meses de prisión, siendo absueltos los otros cuatro.

## Accidente
El tren formado por las unidades 3736 y 3714 de la serie UTA 3700, conducida por el maquinista Joaquín Pardo que falleció en el accidente, y formado por dos unidades con dos coches motores cada una, salió de la estación de Plaza de España en dirección a Torrente, ambas de la línea 1 (actualmente de las líneas 1 y 2) y descarriló alrededor de las 13:03 horas a escasos 50 metros en la curva de entrada de la estación de Jesús.

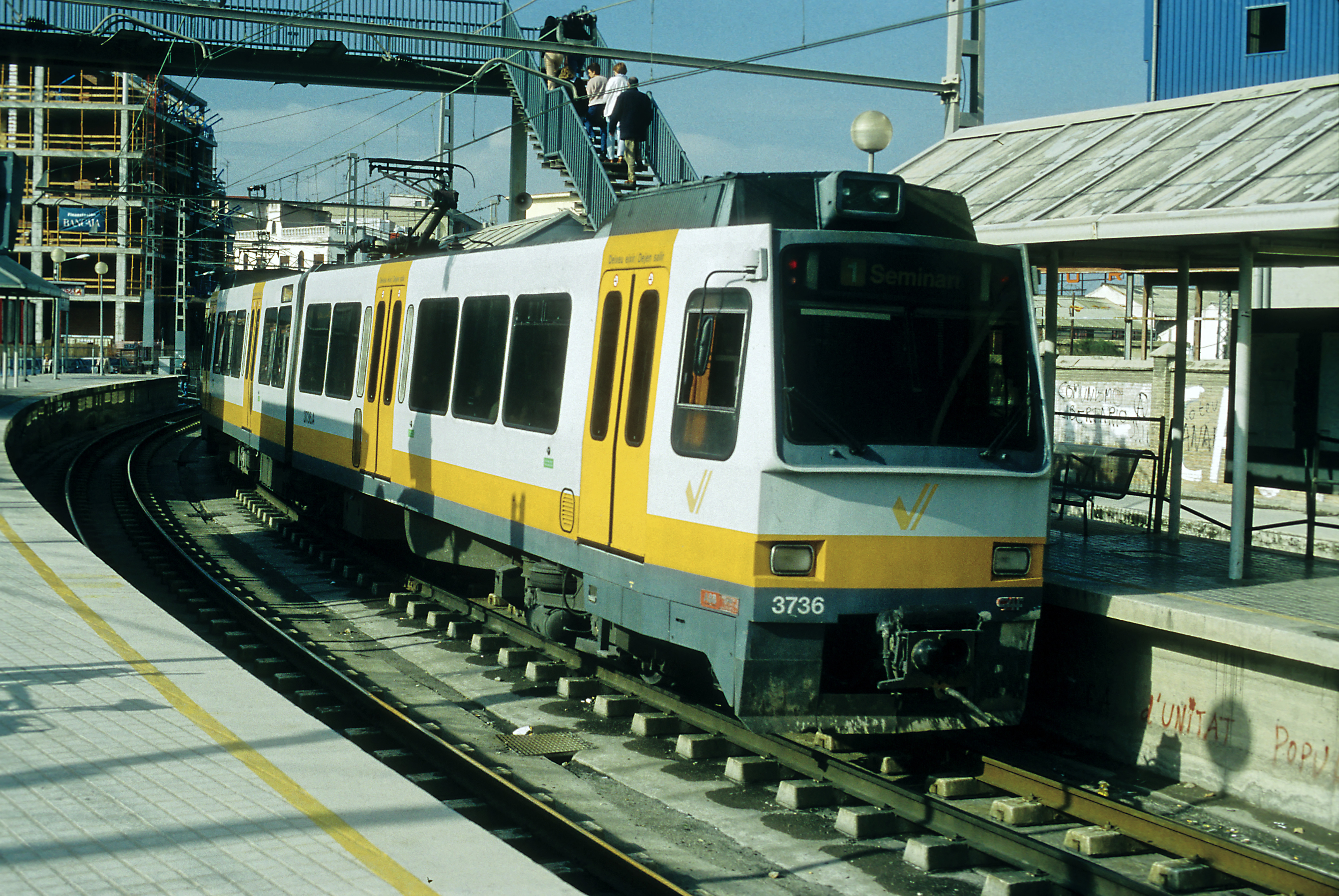
Unidad 3736, una de las afectadas en el accidente.

### Causas
Según la versión oficial, el accidente se produjo por un exceso de velocidad, aunque en un primer momento se apuntaron como posibles causas el desprendimiento de la bóveda del túnel y la posible rotura de uno de los ejes. Además, y dado que un año antes se habían producido los atentados en el metro de Londres, unido a que se esperaba la visita del Papa a la ciudad para finales de esa semana, se pensó también en un posible atentado terrorista, aunque desde el primer momento el Gobierno Valenciano descartó tal posibilidad.
La investigación, basada en los datos del teloc, registrador o la comúnmente llamada caja negra del tren, indicó que la unidad aumentó rápidamente la velocidad hasta los 81 km por hora un minuto antes de entrar en una curva en la que el máximo permitido es de 40 km/h (actualmente 45km/h). Durante un intervalo de dos segundos antes de la curva fue activado el freno de servicio y un segundo después el freno de emergencia recorriendo el tren 51 m sin que la velocidad del tren disminuyera manteniéndose esta en 81 km/h, a continuación el tren baja la velocidad a 73 km/h, seguramente porque el tren ya estaba descarrilado, produciéndose entonces el fatal accidente. El coche circuló volcado hacia su izquierda y apoyado en una pared del túnel durante unos metros. Cuando la pared terminó, justo donde se produce el enlace con el túnel de la línea 5 (actualmente ramal de la línea 7) el coche terminó volcando, produciendo un violento impacto contra el suelo y produciendo el fatal desenlace.

### Sistemas de seguridad
El sistema de seguridad de esta línea era el denominado Frenado Automático Puntual (FAP), que se acabó de instalar en el año 1999. Se trata de un sistema de balizas que actúan como puntos de información al maquinista, ya que el tren y la baliza interaccionan electromagnéticamente, avisando al conductor o incluso deteniendo el tren si es necesario con la información que le proporciona cada captador del FAP. Sin embargo, este sistema solo está presente en los puntos críticos de la vía como en los cambios de agujas.
Este sistema de emergencia era significativamente más barato que el utilizado en el resto de metros en España, el sistema ATP, que sí habría evitado el accidente. En esos momentos, únicamente la línea 1 del metro de Valencia (ramal actualmente también perteneciente a la línea 2), donde se produjo el siniestro, y otra línea del metro de Barcelona no contaban con este sistema de frenado automático, que limita la velocidad del convoy a lo largo de toda la línea y no solo en los puntos críticos.  Empleados del metro ya habían pedido antes del accidente que se implantase ese sistema de seguridad, en concreto desde el 1998, sin éxito, a pesar de que desde FGV se había sopesado la posibilidad.
Lo más grave fue el hecho de que no se trataba del primer accidente en esta curva, pues se había producido otro descarrilamiento ya en 2003. En diciembre del mismo año, uno de los maquinistas de la línea denunció por escrito a la empresa la "velocidad excesiva en la precaución de Plaza España con Jesús", el tramo del accidente. En lugar de actualizar el sistema, se instaló señal de límite de velocidad en el tramo, lo cual no evitó la tragedia.
Años después, en 2013, un reportaje emitido en el programa Salvados mostró una entrevista a un maquinista de Metrovalencia que aseguraba que las ventanas de los vagones habían sido cambiadas por unas con protección de plástico para evitar que los vándalos las rompieran con piedras, pero no reforzaron la sujeción de las nuevas ventanas que cedieron en el accidente permitiendo que la gente saliera despedida del vehículo, maximizando los daños personales.

## Víctimas
| País de origen | Muertos |
| -------------- | ------- |
| España         | 38      |
| Argentina      | 1       |
| Bulgaria       | 1       |
| Colombia       | 1       |
| Paraguay       | 1       |
| Venezuela      | 1       |

Las 43 víctimas mortales viajaban en el primer tren, la UTA 3736, además de los 47 viajeros heridos. Los cuerpos fueron encontrados por los servicios de emergencia, que los encontraron diseminados por el túnel. Según testigos, las ventanas del vehículo cedieron permitiendo que los pasajeros salieran despedidos y, puesto que el vehículo se arrastró contra el muro lateral del túnel y sobre la vía, este aplastó a muchas de las víctimas.
La segunda unidad, UTA 3714, no volcó, solo llegó a descarrilar, por lo que en este no hubo víctimas mortales y este tren regresó a dar servicio de nuevo 5 días después al repararle lo que necesitaba.
Inmediatamente fue informado el Centro de Coordinación de Emergencias por parte de un pasajero afectado, que usó su teléfono móvil particular. Una veintena de llamadas de socorro fueron efectuadas por otros viajeros a servicios de emergencias. Efectivos del Cuerpo Municipal de bomberos se desplazaron a la zona, que fue acordonada, para rescatar a los pasajeros atrapados y los cuerpos de los fallecidos.
Protección Civil y la Consejería de Sanidad de la Generalidad Valenciana instalaron dos hospitales de campaña sobre el lugar, junto a la estación de Jesús, para atender a los heridos leves y determinar su gravedad, mientras que los cadáveres fueron llevados al Instituto de Medicina Legal. No todas las víctimas murieron en el acto, sino que dos personas fallecieron en los hospitales varios días después del accidente a causa de su grave estado y pese a la asistencia médica. Entre las víctimas hay ciudadanos de 6 nacionalidades.

## Reacciones

### Censura en los medios y manipulación política
Canal Nou, la cadena pública de la Generalidad Valenciana, no cambió la programación el día del accidente. Varias fuentes, incluidos los propios trabajadores de la cadena, denunciaron injerencias externas en la línea editorial, pese a las quejas de los redactores como fue el caso de Frederic Ferri; lo que ha sido enfocado por diversos medios como una forma de censurar el escándalo y restarle importancia en la televisión valenciana a la muerte de los 43 pasajeros ese mismo día.
Los trabajadores de esa misma cadena, cuando la Generalidad Valenciana ya había anunciado su cierre en 2013 por motivos económicos, admitieron en directo el apagón informativo y pidieron perdón a las víctimas, a la vez que acusaron directamente al despacho del Palacio de la Generalidad de dar la orden de no informar sobre el suceso. El mismo día de su cierre, invitaron a escondidas a la presidenta de la Asociación de Víctimas para disculparse en directo.

### Reacciones políticas
Los sindicatos ferroviarios y partidos políticos, como PSPV-PSOE o EUPV, solicitan la dimisión del Consejero de Infraestructuras José Ramón García Antón, al considerar que el accidente era evitable, pues se produjo como consecuencia de la falta de inversiones en materia de infraestructuras y seguridad en la línea desde que se inauguró en 1988 —según los técnicos si en la curva que enfiló el tren a 80 kilómetros por hora hubiera habido una baliza, que costaba 3.000 euros, lo hubiese podido frenar—. No obstante, según el Portavoz de la Generalidad, Vicente Rambla, el Consejo considera que la causa del accidente consiste exclusivamente a un fallo humano y fortuito. Por tanto, solo es asumible la responsabilidad genérica. Por su parte, el PSPV-PSOE solicitó la comparecencia de ambos consejeros en las Cortes, así como la apertura de una comisión de investigación. Finalmente el PP aceptó a regañadientes la comisión de investigación en las Cortes valencianas pero los diputados populares utilizaron su mayoría absoluta para vetar comparecencias solicitadas por los grupos de la oposición, por lo que la comisión solo duró unos pocos días. Más tarde se supo que la empresa del metro había contratado a la consultora HM&Sanchis para preparar los testimonios de los técnicos para que eximieran de toda responsabilidad a la misma. El resultado fue que ningún político ni ningún técnico asumió ninguna responsabilidad por el accidente.

### La Asociación de Víctimas del Metro 3 de julio
Los familiares de las víctimas formaron una asociación que a pesar del fracaso de la comisión de investigación y del sobreseimiento judicial del caso no cejó en su empeño de "averiguar la verdad". En repetidas ocasiones solicitó ser recibida por el presidente de la Generalidad de entonces, Francisco Camps, pero este nunca aceptó entrevistarse con ellos. Por otro lado, algunos afectados denunciaron que Juan Cotino, hombre de confianza de Camps y actual presidente de las Cortes Valencianas, había visitado a familiares de las víctimas de la localidad de Torrente -donde residía la mayoría- para veladamente ofrecerles un empleo e interesarse por si pensaban denunciar a la empresa FGV.
La Asociación decidió realizar una concentración el tercer día de cada mes en la Plaza de la Virgen de Valencia para que el caso no fuera olvidado, lo que ha venido sucediendo en los últimos siete años. Como señaló su actual presidenta Beatriz Garrote, hermana de una de las fallecidas en el accidente: «No nos cansaremos hasta averiguar la verdad». El nuevo presidente de la Generalidad Valenciana Alberto Fabra recibió a la Asociación poco después de ocupar el cargo tras la dimisión de Camps —por haber sido imputado por un presunto delito de cohecho impropio del que fue absuelto—, pero se volvió a desentender del caso alegando el sobreseimiento judicial.
De los posibles responsables, Francisco Camps ya no es presidente de la Generalidad; el consejero García Antón ha fallecido, y la gerente de FGV, Marisa Gracia, se vio obligada a dimitir en 2012 al ser imputada por una presunta adjudicación irregular de contratos. Sin embargo, la presidenta de la Asociación sostiene que el Gobierno valenciano mantiene una deuda política y moral con las víctimas y sus familiares.

## Reacciones posteriores
Años después del accidente varios medios de comunicación publicaron noticias e investigaciones que suscitaron que se reabriera el debate sobre el accidente. En junio del 2011 Interviú publicó que el maquinista del tren siniestrado, que falleció en el accidente y sobre quien habían recaído todas las culpas, era epiléptico, lo que le inhabilitaba para su labor. Esta noticia le habría supuesto a un empleado que colaboró con la revista la imputación de una falta grave de conducta disciplinaria. Así mismo, en marzo de 2012 el periódico El Mundo publicó una noticia según la cual FGV habría aleccionado a los empleados que iban a declarar en la comisión de investigación del accidente, proporcionándoles una batería de posibles preguntas y unas directrices y versiones para responder. De hecho, en octubre de 2012 destituyen a la gerente de Metrovalencia por la supuesta manipulación, y la imputan por los contratos con las empresas que habrían ayudado a maquillar el accidente.

### Documentales
A principios de 2013 vieron la luz dos reportajes de investigación a raíz de las nuevas informaciones. El primero, en febrero de 2011, fue promovido por la asociación de víctimas. El segundo, en abril de 2013 y emitido en el programa Salvados, ponía en duda la versión oficial del siniestro ya que había indicios de que la Generalidad Valenciana hubiera tratado de quitar importancia al accidente, que coincidió con la visita al papa a Valencia; o incluso de ocultar pruebas, ya que ni el libro de averías del tren ni las copias que debían existir fueron encontradas jamás. De gran importancia en este sentido fueron declaraciones como la de un exempleado de la compañía que corroboraba el aleccionamiento y los entrenamientos previos a la comisión de investigación o el testimonio de los familiares de las víctimas que aseguraban haber sido acometidos con dádivas a cambio de que no acudieran a los tribunales. El día siguiente a la emisión de este reportaje, que suscitó una gran cobertura mediática, varias voces pidieron la reapertura de la investigación, aunque la administración se mostró desfavorable. Sin embargo, muchos medios de comunicación dieron por buenas las nuevas informaciones y se intensificaron las concentraciones ciudadanas que pedían la reapertura del caso.

### La concentración del 3 de mayo de 2013

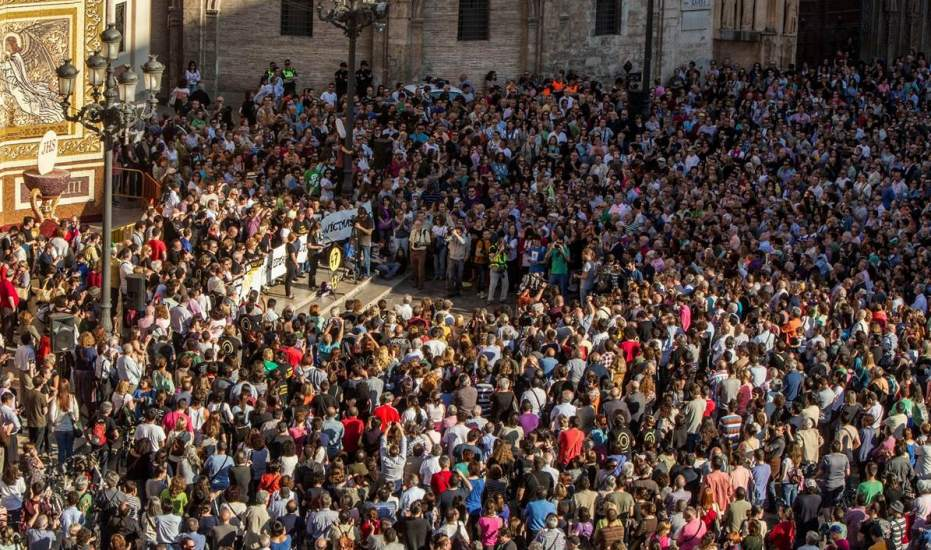
Concentración del 3 de mayo de 2013 convocada por la Asociación de Víctimas en la Plaza de la Virgen de Valencia a la que asistieron varios miles de personas para pedir la reapertura de la investigación

El 3 de mayo de 2013 se reunieron unas 5000 personas en la plaza de la Virgen de Valencia, donde la ‘Asociación de Víctimas del Metro 3 de Julio’ se reunía sin mucha afluencia de público, y escaso seguimiento mediático —excepto el de los diarios El País y Levante-EMV—, todos los días 3 de cada mes desde el accidente. Las redes sociales se habían movilizado desde la emisión por televisión el domingo 28 de abril del programa Salvados de La Sexta que se ocupó del tema. La presidenta de la asociación, Beatriz Garrote, se dirigió emocionada a la multitud que abarrotaba la plaza y las calles adyacentes, mientras se oían gritos de «¡Justicia, justicia!» y de «¡Cotino, dimisión!»:

No tengo palabras para deciros lo contentos que estamos de cómo está la plaza. [...] Somos mucho más fuertes y aprovecharemos vuestro apoyo para seguir. [...] No vamos a permitir que [Alberto Fabra, presidente de la Generalidad Valenciana] se esconda tras una sentencia judicial...

La portavoz del gobierno valenciano el día anterior había manifestado: «Hay tres resoluciones judiciales que cierran la investigación y se determinó que la única causa fue el exceso de velocidad. [...] Si alguien tiene un elemento nuevo que acuda a los tribunales». La presidenta de la Asociación le respondió en una entrevista al diario El País: «Ojalá que esa fuerza que nos acompañó en la plaza [de la Virgen] sirva para que el Consejo deje de esconderse detrás de una sentencia judicial, que no es más que un auto de sobreseimiento. Tiene una responsabilidad política por no haber puesto las medidas de seguridad necesarias y moral, por no investigar en profundidad el accidente».

### La Asociación de Víctimas lleva el caso al Parlamento Europeo
El 2 de enero de 2014, la víspera de la concentración que se celebra en Valencia todos los meses desde hace siete años, la Asociación de Víctimas del Metro 3J anunció que los días 20 y 21 de enero iban a presentar el caso ante el Parlamento Europeo. Gracias a las gestiones realizadas por la eurodiputada socialista Josefa Andrés, miembros de la asociación se reunirán con la presidenta de la Mesa de Peticiones, Erminia Manzzoni, a la que entregarán un dossier sobre el caso y le solicitarán que la Comisión de Peticiones analice «si tanto FGV como la Generalitat incumplieron la normativa relativa a la seguridad» así como si se vulneró la Carta de Derechos Fundamentales de la Unión Europea al «censurar y manipular la información que RTVV ofreció sobre el accidente». También pedirán que el Parlamento Europeo inste a la Comisión Europea a que los transportes locales se incluyan en las normativas de seguridad de los ferrocarriles de la UE.
Un año después, el 13 de enero de 2015, el Comité de Peticiones del Parlamento Europeo aceptó ocuparse del caso y comunicó a la Asociación que iba a investigar la manipulación política e informativa del accidente.

## Juicio
Se abrió una investigación judicial para determinar las posibles responsabilidades penales y finalmente archivó el caso por considerar al fallecido conductor del tren, el único responsable del accidente.
En mayo de 2013 la fiscalía reabrió la investigación sobre el accidente. La primera diligencia se inició a instancias de la denuncia presentada por la diputada del PSPV-PSOE Ana Barceló que apuntaba a la posible existencia de un delito de falso testimonio por parte de los técnicos y directivos de la FGV en su comparecencia ante la comisión de investigación abierta en su día por las Cortes valencianas. En la segunda, abierta a instancias de los escritos presentados por dos ciudadanos, se investigaron de nuevo las causas del accidente para determinar las posibles responsabilidades penales. Entre las pruebas que aportaron estaba la grabación del programa de La Sexta Salvados del 28 de abril. Por su parte los grupos de la oposición en las Cortes valencianas (PSPV-PSOE, Compromís, Esquerra Unida) reiteraron su petición, rechazada por el Partido Popular unos días antes, de que se reabriera la comisión parlamentaria de investigación.
El 17 de septiembre la juez del Juzgado de Instrucción número 21 de Valencia desestimó la petición de la fiscalía de reabrir el caso al considerar que ésta no había aportado ningún argumento novedoso. Sin embargo, la Asociación de Víctimas del Metro del 3 de julio recurrió la decisión ante la Audiencia de Valencia, que volvió a abrir el caso el 21 de enero de 2014 al considerar que había nuevas pruebas.
El 8 de mayo de 2014 la juez imputó a tres directivos de FGV —el director de Explotación Vicente Contreras, el director técnico Francisco García Sigüenza y el jefe de Estudios y Proyectos Francisco Orts— con un delito de homicidio imprudente al considerar que «existió un error en la planificación y programación de las balizas que fue determinante en el descarrilamiento y vuelco del metro» y considerar «insuficientes las medidas de protección de la curva con señalización visual». En noviembre de 2018 la jueza del caso anunció la conclusión de la instrucción y el procesamiento de la exgerente de FGV y de otros siete directivos de la empresa. En febrero de 2019 la juez notificó a las partes la apertura de juicio oral.
Finalmente el juicio oral no se celebró porque el 23 de enero de 2020, cuatro días antes del inicio del juicio oral, se alcanzó un acuerdo entre las acusaciones y las defensas por el que cuatro de los ocho directivos de FGV acusados reconocieron su responsabilidad en el accidente y aceptaron la condena rebajada a 22 meses de prisión por 43 delitos de homicidio por imprudencia profesional grave, otros 37 delitos por lesiones y otro de omisión o cooperación necesaria contra el derecho de los trabajadores. Los condenados fueron el exjefe de la Línea 1 de FGV, Sebastián Argente; el exresponsable de Auditoría para la Seguridad y Circulación, Juan José Gimeno; el exdirector adjunto de Explotación, Vicente Contreras; y el exdirector técnico, Francisco García. Según el fallo, los cuatro conocían «las deficiencias de seguridad en el tramo subterráneo de esta línea, especialmente entre los tramos de Plaza de España y la estación de Jesús», donde el metro volcó cuando circulaba al doble de la velocidad permitida. A pesar de ello, «omitieron» su obligación de implementar medidas de seguridad tecnológica para controlar la velocidad en esta línea y «neutralizar» los riesgos de descarrilamiento y vuelco de los trenes, así como para resolver otras deficiencias relativas al «material móvil rodante» o la «formación y selección del personal para la tarea de maquinista». «Todos ellos eran conscientes de que tales deficiencias conllevaban un riesgo muy importante para la seguridad de los trabajadores y para los viajeros», concluye la resolución.
Rosa Garrote, presidenta de la Asociación de Víctimas del Metro 3 de Julio (Avm-3J), valoró el acuerdo: «Estamos contentos y satisfechos porque este pacto reconoce ni más ni menos lo que venimos denunciando desde el primer momento y es que la responsabilidad no fue del conductor sino de las personas que tomaron las decisiones, de los directivos de FGV. Es verdad que cuatro de los imputados se quedan fuera de una responsabilidad penal, pero pensamos que el hecho de que se señale a la mala gestión de la empresa, señala también directamente a los ocho, incluida la exgerente de FGV, Marisa Gracia». Beatriz Garrote, hermana de la anterior, se refirió a la condena como «una mínima reparación judicial». «Queda demostrado que hubo una responsabilidad penal y esperamos que nuestro caso sirva para que en próximos accidentes la gestión de los responsables de las empresas, de los políticos y de la justicia, esté a la altura que las víctimas se merecen. Algo que no ha pasado en nuestro caso. Estamos muy satisfechos y orgullosos de haber peleado durante casi 14 años para lograrlo», se felicitó.

## Cambio de gobierno

### Nueva comisión de investigación y última concentración de la AVM3J
Tal como habían prometido en la campaña electoral, todas las fuerzas políticas con representación en las nuevas Cortes valencianas elegidas el 24 de mayo de 2015, a excepción del PP, acordaron el 3 de julio, fecha del noveno aniversario de la tragedia, la formación de una nueva comisión de investigación para aclarar todo lo relacionado con el accidente y para establecer las «responsabilidades» que se determinen, además de adoptar «medidas legislativas, informativas y de colaboración con la Justicia para el esclarecimiento de la verdad» sobre el siniestro, según la proposición no de ley que también aprobaron los grupos parlamentarios del PSPV-PSOE, Compromís, Podemos y Ciudadanos, y de nuevo con los votos en contra del Partido Popular.
Concluida la sesión el presidente de las Cortes Valencianas Enric Morera i Català dio la palabra a la presidenta de la asociación AVM3J Beatriz Garrote para que se dirigiera a los diputados. En medio de un silencio sepulcral dijo que el accidente había sido «una historia de fracasos», los del Consejo del PP que había gestionado de forma «opaca y deshonesta» el siniestro, y de «logros ciudadanos» al conseguir reabrir el caso. «La sociedad exige otra forma de hacer las cosas, diálogo y proximidad. Cumplan este mandato», concluyó.
Por la tarde del mismo día 3 de julio de 2015 tuvo lugar la última concentración de la AVM3J después de nueve años «con la satisfacción de haber escrito el mejor final posible con los papeles que nos dieron», tal como dijo la presidenta Beatriz Garrote al público que llenaba la Plaza de la Virgen de Valencia. «Hoy las lágrimas pesan muchísimo menos, porque ya no van acompañadas de frustración e indignación», añadió, asegurando a continuación que la asociación iba a seguir trabajando para que «haya un juicio y se diriman responsabilidades penales» y para seguir de cerca la investigación de las Corts y del Parlamento Europeo. «Nos decís que nuestro legado ha sido un ejemplo de dignidad y de que sí se puede. Cuando sucede una tragedia así, tu única opción es salir a la calle y demostrar que eres una persona digna, porque la dignidad no nos la pueden quitar», concluyó.
El 13 de julio de 2016 las Corts cambiaron la versión oficial del accidente aprobando el dictamen sobre la comisión de investigación con los votos a favor de PSPV, Compromís, Podem i Ciutadans i en contra del PPCV. Según la investigación el siniestro era previsible y evitable y señala 13 responsables políticos, responsables de FGV y del tratamiento comunicativo posterior al accidente. El informe confirma que FGV contrató a la empresa H&M Sanchis para adoctrinar y aleccionar a los técnicos que comparecieron con el objetivo de exonerar cualquier responsabilidad al Gobierno de Francisco Camps (PP).

### Cambios de nombre de la estación

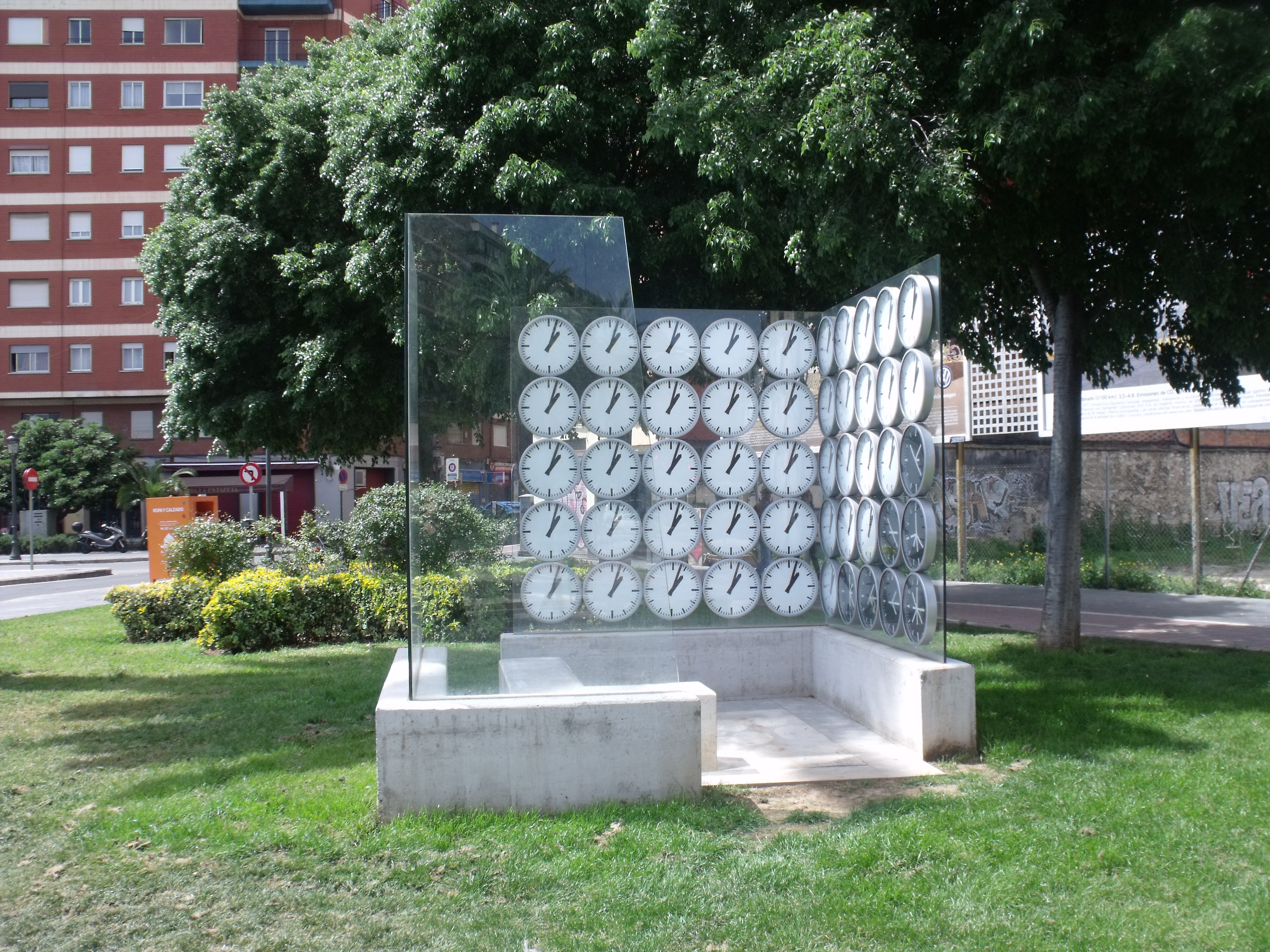
Monumento a las víctimas del accidente en Valencia

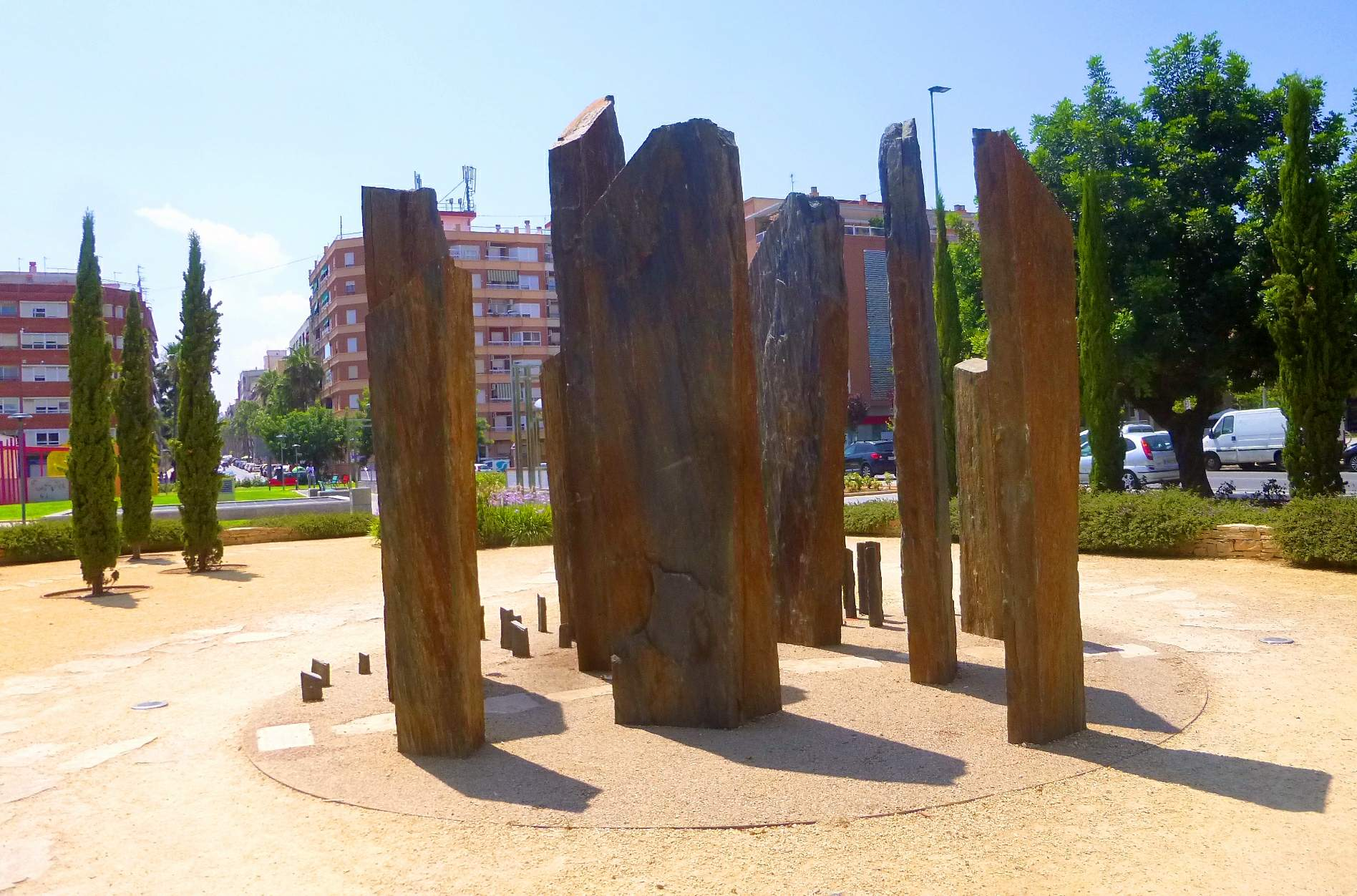
Monumento a las víctimas del accidente en Torrente

Esta estación sufrió diversos cambios de nombre entre los años 2010 y 2016. FGV anunció el 12 de diciembre de 2010, siendo Francisco Camps (PP) presidente del Consejo valenciano, que la estación pasaría a llamarse Joaquín Sorolla (anteriormente Jesús) alegando como motivo la cercanía de la estación de Adif Valencia-Joaquín Sorolla. Unos días más tarde la Asociación de Víctimas del accidente de metro de Valencia del 3 de julio de 2006 (AVM3J) declaró que consideraba el cambio de nombre como un acto para favorecer el olvido del siniestro ocurrido cuatro años antes, en el que murieron 43 personas y 47 resultaron heridas. El 1 de marzo de 2012 la estación vio modificado de nuevo su nombre, pasando esta vez a llamarse Joaquín Sorolla-Jesús, accediendo así parcialmente a la propuesta realizada por los grupos de la oposición (PSPV, Compromís y Esquerra Unida) y la AVM3J. Finalmente, el 30 de junio de 2016, la estación recuperó su nombre original tras casi seis años de cambios. El Consejo, bajo la presidencia de Ximo Puig (PSPV), anunció el cambio con motivo del décimo aniversario del accidente.

### Nueva ley de seguridad ferroviaria
La ley, impulsada por el gobierno valenciano (PSPV y Compromís), publicada en marzo de 2018, recoge la creación de la Agencia Valenciana de Seguridad Ferroviaria y una comisión independiente de técnicos para vigilar que dicha norma se cumpla, analizar los incidentes ferroviarios y que investiguen los accidentes en caso de producirse. 
Esta tiene como única referencia una directiva europea de 2004 ya que no existe marco jurídico de referencia sobre seguridad en ferrocarriles suburbanos, tanto a nivel estatal como a nivel autonómico. Se cumple así con una reivindicación de la Asociación de Víctimas del Metro 3 de Julio (AVM3J).

## En la cultura popular
La sala de exposiciones Lametro, situada en la estación de Colón, acogió durante el mes de julio de 2016 la exposición «10 años en imágenes AVM3J», un centenar de imágenes sobre la lucha de las víctimas del accidente cedidas por algunos fotoperiodistas.
La novela “Exhumación”, de Álvaro Jarillo, se centra en una trama de corrupción en la que el accidente del metro de Valencia tiene un papel relevante.

### Reportajes
Adquieren importancia al aparecer nuevas pruebas y testimonios:
- Serie documental sobre el accidente, con documentos que prueban la manipulación de la Comisión de Investigación Archivado el 2 de mayo de 2013 en Wayback Machine.
- 28 de abril de 2013 - Salvados de La Sexta busca respuestas al accidente más grave de metro ocurrido en España Archivado el 8 de mayo de 2013 en Wayback Machine.

- Datos: Q939819
- Multimedia: July 3rd accident of Metrovalencia / Q939819